# Герб Греції
Герб Греції — державний символ Грецької Республіки затверджений 7 червня 1975 року.

## Офіційний опис
Емблема Грецької Республіки зображується на блакитному загостреному в середині нижньої сторони щиті. Посередині — срібний хрест. Щит повністю оточений колом із двох лаврових гілок, які перехрещуються під краєм нижньої сторони щита.